# Coalició Esquerra Unida-Unitat del Poble Valencià

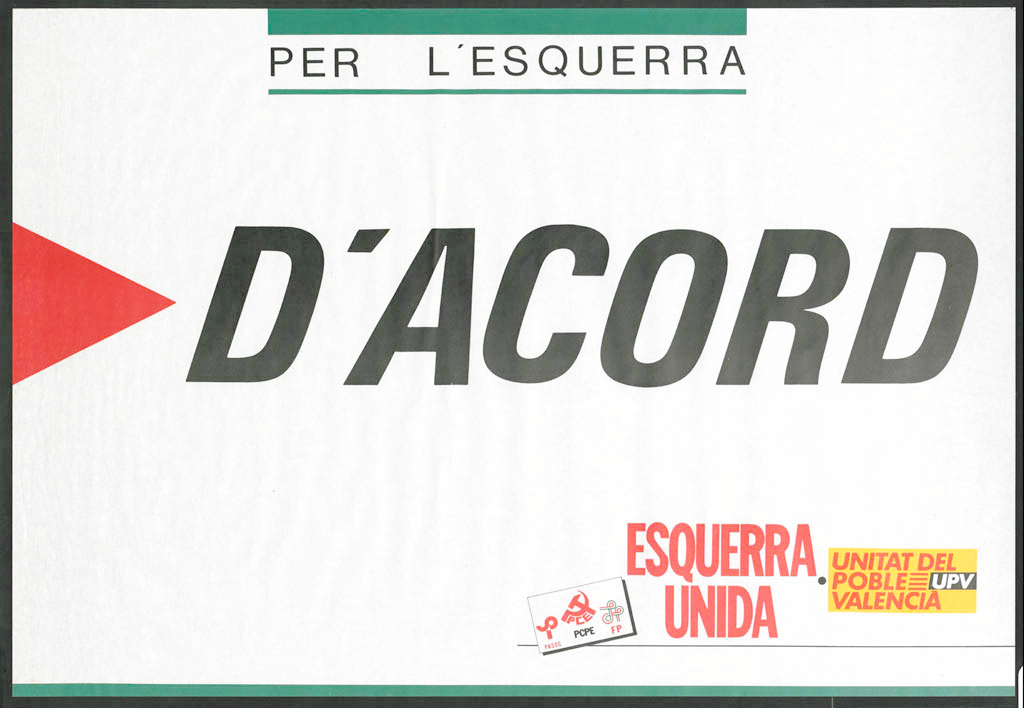
Cartell electoral de la coalició.

Esquerra Unida-Unitat del Poble Valencià (EU-UPV) va ser una coalició electoral creada per a participar en les eleccions locals i Eleccions a les Corts Valencianes de 1987. Estava composta per Esquerra Unida, partit creat en 1986 a partir del Partit Comunista del País Valencià i per la Unitat del Poble Valencià.

## Història
A les eleccions a les Corts Valencianes de 1983, la Unitat del Poble Valencià va traure poc més del 3% dels vots, mentre que el Partit Comunista del País Valencià va superar sobradament la barrera del 5%. Tanmateix, el Partit Comunista d'Espanya va patir en eixe període l'escissió del Partit dels Treballadors d'Espanya-Unitat Comunista, de tendència carrillista, i que va suposar que 5 dels 6 diputats que el Partit Comunista tenia a les Corts Valencianes abandonaren el partit. El perill que ambdues formacions quedaren fora del Parlament després que Izquierda Unida, coalició participada pel Partit Comunista, no superara el 5% dels vots al País Valencià a les eleccions generals del 86, va propiciar una coalició entre les dues formacions esquerranes de cara a les següents eleccions a les Corts Valencianes, si bé la coalició s'aprovà amb gran contestació interna, especialment a UPV on sols el 51% de la militància s'hi mostrà a favor.
La coalició va obtindre 159.579 vots i sis diputats, que van ser quatre d'Esquerra Unida: el cap de llista per València Albert Taberner, Pedro Zamora, Alfred Botella i Pasqual Mollà per una banda, i dos d'UPV: Pere Mayor i el cap de llista per Castelló Aureli Ferrando, que van passar al grup mixt.
Encara que la coalició es trencara en dos després de les eleccions, en passar els diputats d'UPV al grup mixt, les relacions entre els parlamentaris d'ambdós partits foren correctes, i fins i tot hi hagué converses per a repetir la coalició de cara a les eleccions a les Corts Valencianes de 1991, si bé des d'Esquerra Unida del País Valencià es tenia intenció d'integrar la UPV a dins de la formació.